# Liana Nunzi
Liana Nunzi, coniugata Azzopardo (Trieste, 11 agosto 1934 – Trieste, 8 giugno 2017), è stata una cestista italiana.

## Carriera
Ha disputato con l'Italia i Campionati europei del 1956.